# Apus (állatnem)
Az Apus a madarak osztályának sarlósfecske-alakúak (Apodiformes) rendjébe és a  sarlósfecskefélék (Apodidae) családjába tartozó nem.

## Rendszerezésük
A nemet Giovanni Antonio Scopoli osztrák természettudós írta le 1777-ben, az alábbi fajok tartoznak:
- fényeshátú sarlósfecske (Apus acuticauda)
- Apus cooki[1]
- Apus leuconyx[1]
- Apus salimalii[1]
- keleti sarlósfecske (Apus pacificus)
- kaffer sarlósfecske (Apus caffer)
- szerecsen sarlósfecske (Apus batesi)
- földi sarlósfecske (Apus horus)
- kis sarlósfecske (Apus affinis)
- nepáli sarlósfecske (Apus nipalensis)
- barna sarlósfecske (Apus niansae)
- Apus balstoni[1] vagy 	Apus barbatus balstoni[2]
- Damara sarlósfecske (Apus bradfieldi)
- fokföldi sarlósfecske (Apus barbatus)
- Apus sladeniae[1] vagy Apus barbatus sladeniae[2]
- Zöld-foki-szigeteki sarlósfecske (Apus alexandri)
- szokotrai sarlósfecske (Apus berliozi)
- egyszínű sarlósfecske (Apus unicolor)
- sarlósfecske (Apus apus)
- halvány sarlósfecske (Apus pallidus)